# بیوولف (فیلم ۱۹۹۹)
بیوولف (انگلیسی: Beowulf) فیلمی خیال‌پردازی علمی-اکشن محصول سال ۱۹۹۹ در آمریکا برگرفته از بیوولف شعر حماسی انگلیسی باستان است. این فیلم توسط گراهام بیکر کارگردانی و توسط مارک لیهی و دیوید شپ نوشته شده است. برخلاف بیشتر اقتباس‌های سینمایی این شعر، این نسخه یک فیلم علمی-تخیلی/فانتزی است که به گفته یکی از منتقدان سینما، «در آینده‌ای پسا-آخرالزمانی اتفاق می‌افتد که بیشتر مدیون مکس دیوانه است تا بیوولف». درحالی که فیلم نسبتاً به داستان اصلی وفادار می‌ماند، سایر عناصر داستانی از شعر اصلی منحرف می‌شوند (هروثگار با مادر گرندل رابطه نامشروع دارد و آنها باهم صاحب فرزندی به نام گرندل می‌شوند؛ همسر هروثگار خودکشی می‌کند).

## بازیگران
- کریستوفر لمبرت در نقش بیوولف
- رونا میترا در نقش کایرا
- الیور کاتن در نقش هروثگار
- گوتز اوتو در نقش کایرا
- وینسنت هاموند در نقش گرندل
- چارلی رابینسون در نقش استاد سلاح
- برنت جفرسون لو در نقش ویل
- راجر اسلومن در نقش کارل
- لیلا رابرتز در نقش مادر گرندل
- پاتریشیا ولاسکوئز در نقش پندرال